# Puerta de Jerez (Sevilla)

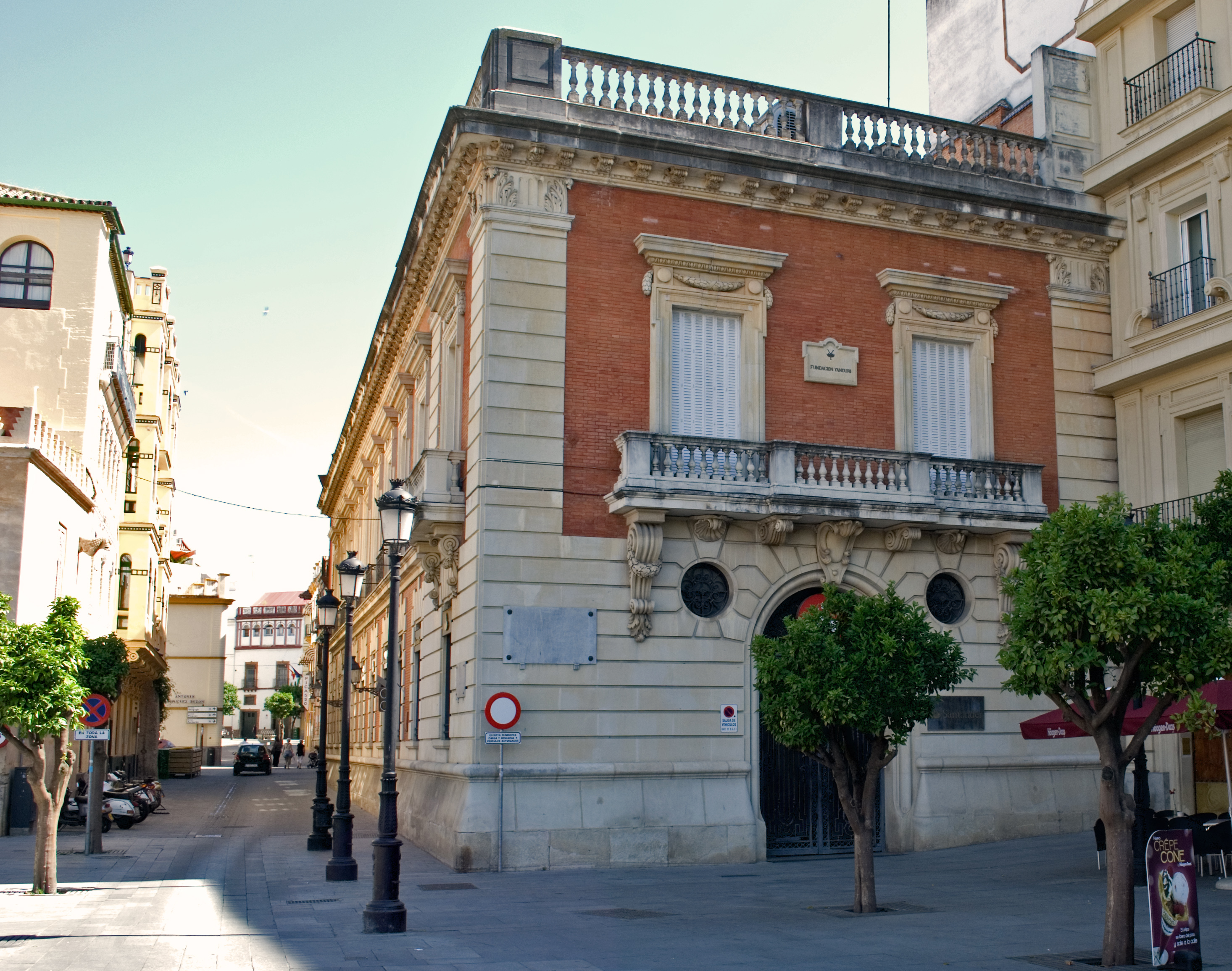
Fachada del Palacio de Yanduri.

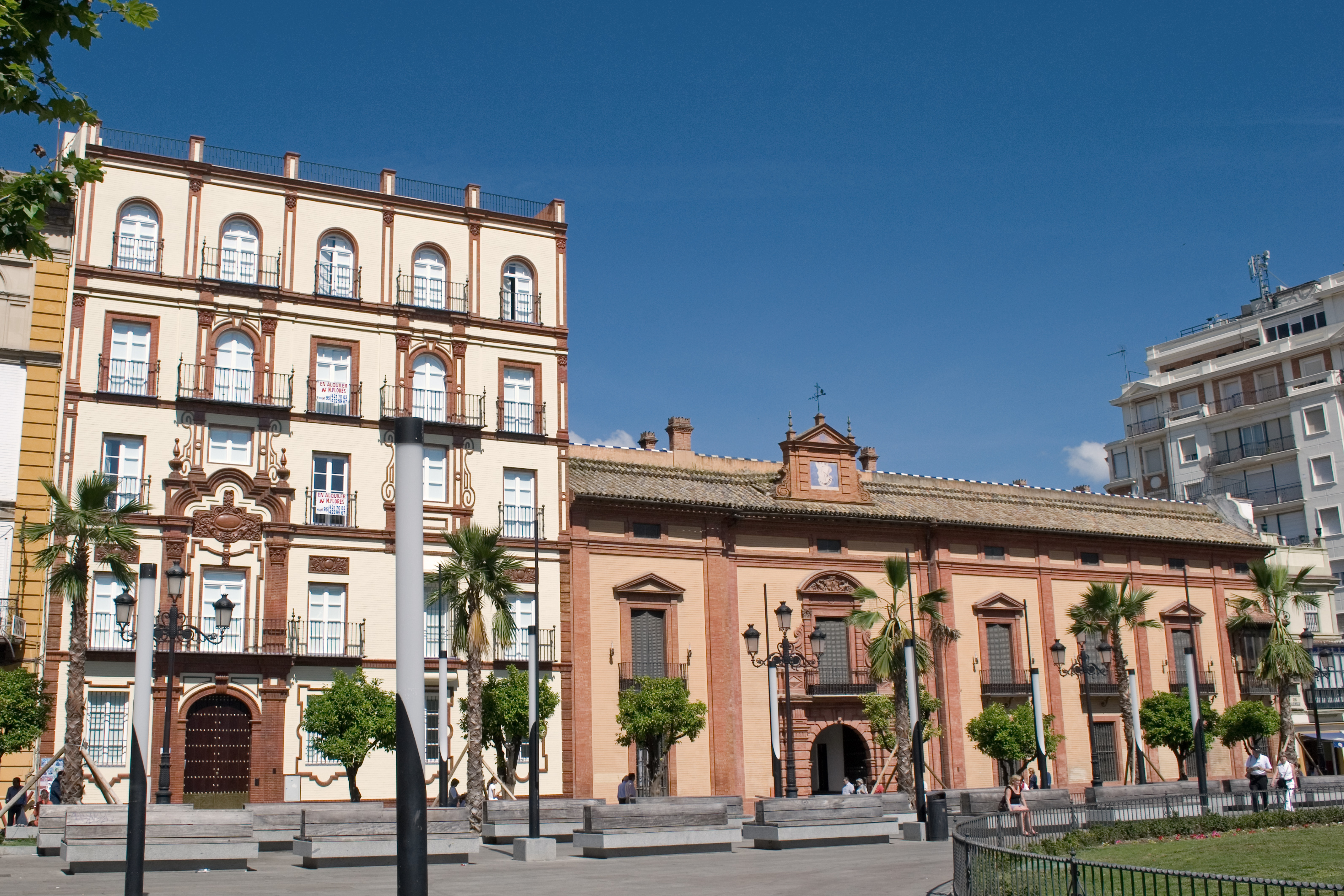
Vista del edificio de viviendas para Calixto Paz y Alegría, obra de Juan Talavera y Heredia en 1929, y a la derecha la Casa de los Guardiola.

La Puerta de Jerez es una plaza de la ciudad de Sevilla, (Andalucía, España). Su nombre procede de la antigua puerta de Jerez, uno de los accesos de las murallas de Sevilla a la ciudad. Esta puerta estaba situada al sureste y era la que se tomaba cuando se iba en dirección a Jerez de la Frontera.

## Situación
Desembocan en ella la avenida de la Constitución, la calle San Fernando, los Jardines de Cristina, la avenida de Roma, la calle San Gregorio, la calle Almirante Lobo y la calle Maese Rodrigo.
La plaza está casi en su totalidad cerrada al tráfico de vehículos. Se peatonalizó de forma progresiva a partir de la entrada en funcionamiento del tranvía en 2007 y el consiguiente cese del tráfico en la avenida de la Constitución y San Fernando y se amplió en 2009 con la inauguración de la estación del metro y la construcción del andén peatonal del palacio de San Telmo. Solo es atravesada por el tranvía que la comunica con la Plaza Nueva y el Prado de San Sebastián y San Bernardo. Frente al Palacio de San Telmo, junto al edificio Cristina, se encuentra situada una boca de la estación de metro Estación de Puerta Jerez de la línea 1 del Metro de Sevilla que es la que registra mayor afluencia de viajeros de toda la línea.

## Historia
Francisco Collantes de Terán consideraba que el límite de la ciudad romana estaba entre la plaza Virgen de los Reyes y la plaza del Triunfo. No obstante, esto puede que no sea cierto, ya que hay dos indicios de que la ciudad romana se extendía más al sur: pudo haber un templo a Isis donde se encuentra el actual Alcázar y se ha descubierto un batipsterio paleocristiano en el Patio de Banderas. En la vecina calle San Fernando se ha descubierto un viario romano de losas de pizarra y una domus. Además, en la Puerta de Jerez con la avenida de Roma se exponen los restos de una calzada romana.

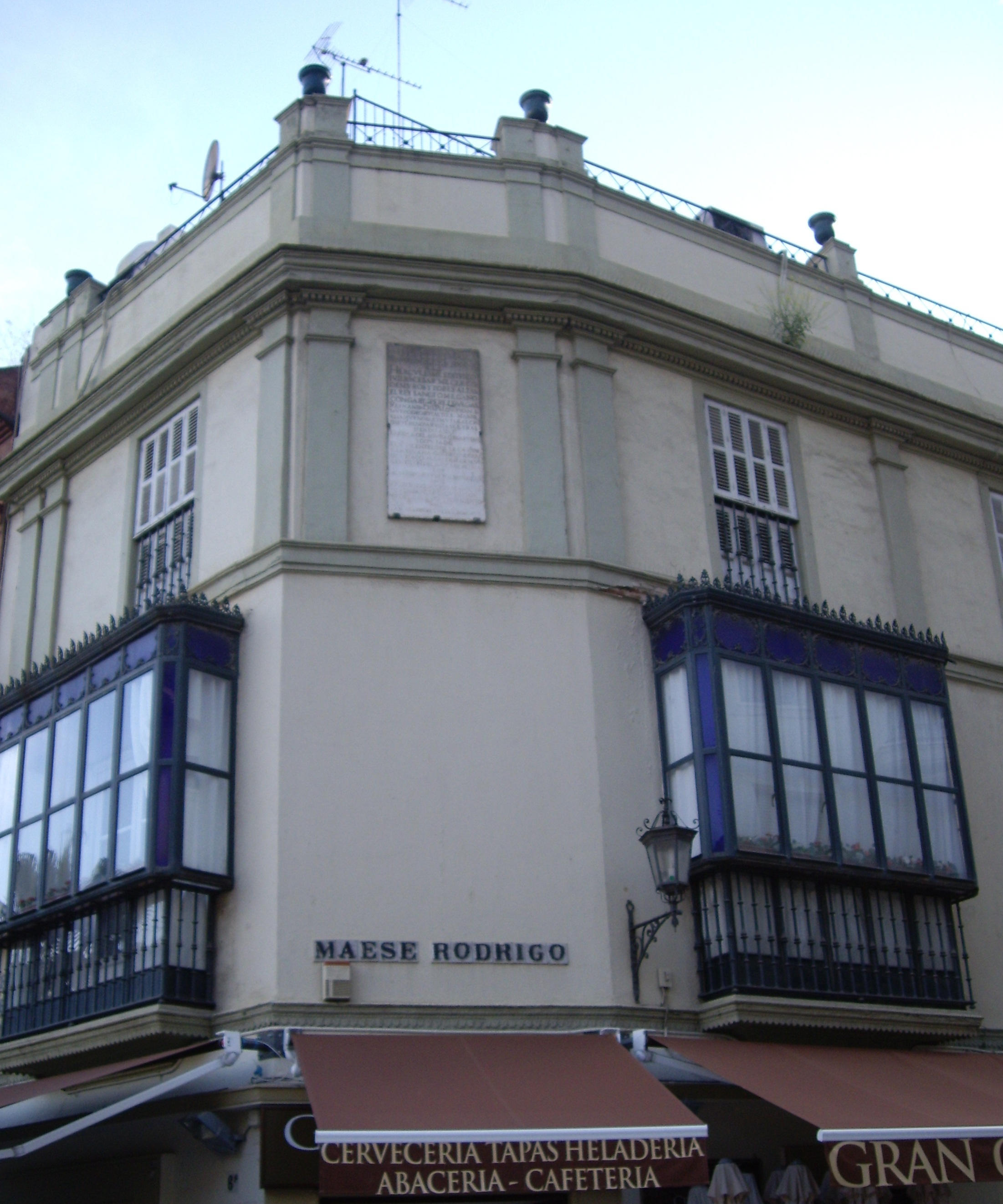
La lápida de Puerta de Jerez

En lo que respecta a las murallas, hay una leyenda que dice que César fue el primero que fortificó la ciudad. Esa leyenda figura incrita en una lápida que se encontraba en la antigua puerta de la muralla y que hoy está en la calle Maese Rodrigo. La lápida dice así: "Hércules me edificó, Julio César me cercó de muros y torres altas, y el rey santo me ganó con Garci Pérez de Vargas." Se han encontrado muy pocos restos de las murallas romanas y no se puede determinar por dónde transcurrían, pero sí se puede afirmar que iban por el mismo lugar que la musulmana entre la puerta de Carmona y la puerta de la Carne.
En parte del espacio que ocupa actualmente esta plaza se situaba la puerta de Jerez, uno de los accesos con los que contaban las murallas de Sevilla, y que debía su nombre al camino que de ella surgía en dirección a Jerez de la Frontera, producto de la ampliación del recinto amurallado que llevó a cabo el sultán Ali ibn Yusuf en el periodo almorávide de la ciudad. Frente a la puerta había un puente en arco para sortear el arroyo Tagarete, que fluía cerca de la muralla sur.
Entre las edificaciones de la zona se situó, a comienzos del siglo  XVI, el Colegio de Santa María de Jesús. Esta institución fue fundada por maese Rodrigo Fernández de Santaella y fue el origen de la Universidad de Sevilla.
A mediados del siglo  XVI hubo una importante riada que afectó a la zona y cuyos efectos describe Francisco de Borja Palomo de la siguiente forma:

[...] ir y venir barcos desde la carrera de la puerta de Jerez fasta Guadaira [...] é vide en este dia el agua cubrir el arco del Tagarete, que esta á la puerta dicha de Jerez, é subir encima, que no se parecía cosa de él; é vide en este día entrar barcos en Sevilla por el Postigo de los Azacanes, que llegaban enfrente donde están los almacenes del azeite; y asi mesmo llego el rio casi a la puerta de Maese Rodrigo.
Francisco de Borja Palomo. 31 de enero de 1544.

La configuración actual parte de 1837, en ese año se derribaron los torreones de la puerta existente y algunas casas conexas a la muralla. La puerta existente se sustituyó en el año 1846 por otra de carácter monumental y estilo neoclásico, obra del arquitecto municipal Balbino Marrón. Esta segunda puerta se demolió en 1864 a la vez que se procedía a cubrir el cauce del Tagarete, en el ámbito de las operaciones de ensanche de la ciudad llevados a cabo en el siglo XIX.
Tras la desaparición de la muralla, se amplió el espacio abierto a continuación de la calle San Fernando y los Jardines de Cristina, con una manzana de edificaciones y una pequeña calleja que había quedado en pie en el centro de la plaza. En la década de 1920 se derribó el Colegio de Santa María de Jesús, se dejó la capilla y también un lienzo de muralla a ambos lados de la puerta y las casas adosadas a ella, con lo que se abrió la comunicación directa de la ciudad histórica a través de la actual avenida de la Constitución con los terrenos de la Exposición Iberoaméricana de 1929, de acuerdo con el proyecto de que había sido alcalde de la ciudad (1904-1906) y comisario de la Exposición (1902-1905), Fernando Barón.
En 1928 el Ayuntamiento encargó al escultor Manuel Delgado Brackenbury una fuente para decorar la plaza. Brackenbury presentó dos proyectos parecidos: uno con figuras mitológicas y otro, que es el que se realizó, donde se presenta a una mujer y a unos niños sobre tortugas. La obra lleva el título de Fuente de Híspalis o Fuente de Sevilla. Esta plaza estaba cercana al recinto de la Exposición Iberoamericana de 1929. En 1928 también se inauguró al sureste de la plaza el hotel Alfonso XIII.
Durante la Segunda República se rotuló como plaza de Andalucía y con el franquismo la plaza pasó a denominarse de Calvo Sotelo, por el líder político de derecha asesinado en 1936. A pesar del cambio en el nomenclátor, los ciudadanos la siguieron llamando Puerta de Jerez y muchos, incluso, desconocían que se hubiera producido ese cambio de nombre. No obstante, en 1980 se recuperó legalmente el nombre tradicional de Puerta de Jerez.
Los aficionados del Sevilla Fútbol Club suelen celebrar sus triunfos en esta plaza.[cita requerida]

## Principales edificios
- Fuente de Sevilla: también nombrada de Hispalis, es una fuente dedicada a la ciudad, que se halla presidiendo el centro de la plaza y es obra de Manuel Delgado Brackembury en 1929.
- Hotel Alfonso XIII: edificio de corte regionalista construido con motivo de la Exposición de 1929.
- Palacio de Yanduri: construido en los primeros años del siglo XX, es de profunda influencia francesa. En el lugar que ocupa el actual palacio, nació en 1898 el poeta Vicente Aleixandre.[16]
- Casa de los Guardiola (1891), antiguo palacio de Andrés Parladé, fue edificado por José Gómez Otero en colaboración con José Espiau de la Coba. Arquitectónicamente sigue las pautas tradicionales de la casa noble sevillana, con algunos toques regionalistas, y decoración de azulejos, ladrillos, yeserías y herrajes.
- Capilla de Santa María de Jesús, actual sede del Consejo de Hermandades y Cofradías, construida entre 1506 y 1509. Constituye es el único elemento sobreviviente del colegio del mismo nombre, que fue demolido en los años veinte del siglo  XX.
- Casa esquina a calle Almirante Lobo, obra de José y Aurelio Gómez Millán, construida entre 1928 y 1931.
- Casa de viviendas del arquitecto Ricardo Espiau Suárez de la Viesca (1954).
- Edificio de viviendas para Calixto Paz y Alegría, terminada en 1929, obra del arquitecto Juan Talavera y Heredia.
- Edificio de la antigua "La Equitativa" esquina con calle San Fernando, reformado en (1937-1938) por Juan Talavera y Heredia.
- Jardines de Cristina.